# Eduard Eichens

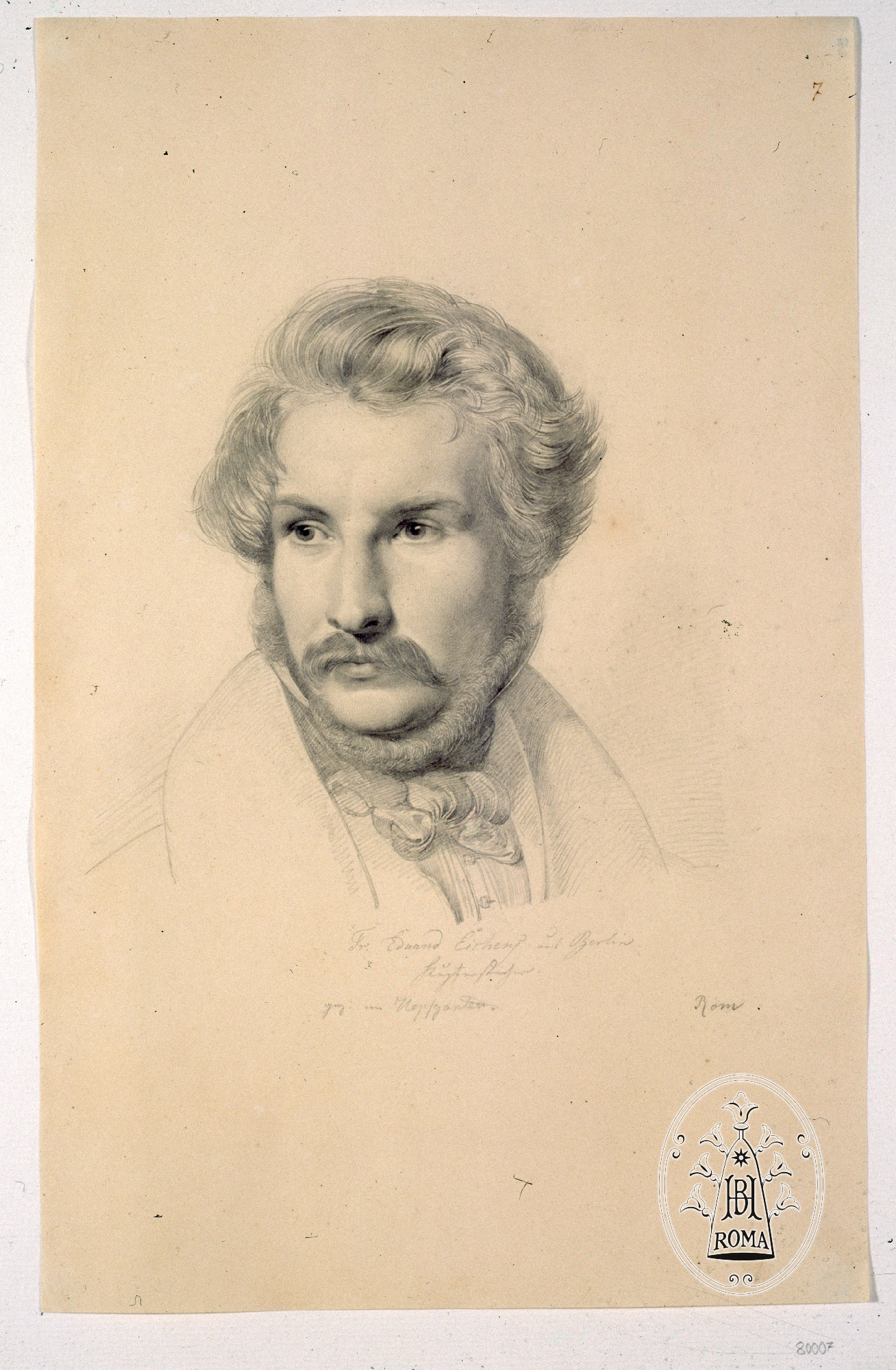
Eduard Eichens, tecknad av August Ferdinand Hopfgarten, omkring 1830.

Friedrich Eduard Eichens, född den 27 maj 1804 i Berlin, död där den 5 maj 1877, var en tysk kopparstickare. Han var bror till Hermann Eichens.
Eichens, som var professor vid konstakademien i Berlin, utbildade sig hos Paolo Toschi i Parma till en av 1800-talets mest framstående kopparstickare. Hans gravyrer utmärks av säker och korrekt teckning, trohet mot originalet och pittoresk verkan utan effektsökeri. Bland dessa märks Konungarnas tillbedjan, efter Rafael, Den heliga Magdalena, efter Domenichino (1837; ett exemplar av denna gravyr finns i Stockholms nationalmuseum) samt förträffliga porträtt.